# Filippo III di Borgogna
Filippo di Borgogna noto anche come Filippo III il Buono in francese Philippe III de Bourgogne, dit Philippe le Bon (Digione, 31 luglio 1396 – Bruges, 15 giugno 1467) è stato duca di Borgogna, conte di Borgogna (Franca Contea), Artois e delle Fiandre dal 1419 fino alla sua morte. Istituì il 10 gennaio 1430 l'Ordine del Toson d'oro per celebrare il proprio matrimonio con la principessa portoghese Isabella d'Aviz.

## Origine
Filippo era l'unico figlio maschio di Giovanni Senza Paura, duca di Borgogna, conte di Borgogna (Franca Contea), Artois e Fiandre, e di Margherita, figlia del duca di Baviera-Straubing Alberto I, conte di Hainaut e di Olanda. Era membro, per ramo cadetto (conosciuto come terza dinastia di Borgogna), della dinastia dei Valois, allora regnante in Francia.

## Biografia
Il 28 gennaio 1405, fu nominato Conte di Charolais in appannaggio di suo padre e probabilmente lo stesso giorno fu fatto fidanzare con Michela di Valois (1395–1422), figlia del re di Francia Carlo VI ed Isabella di Baviera. Il matrimonio fu celebrato nel giugno del 1409.
Il 10 settembre 1419, suo padre Giovanni Senza Paura incontrò a Montereau il delfino di Francia, Carlo, per ratificare la pace con un ultimo colloquio chiarificatore. Sia il delfino che il duca Giovanni si presentarono accompagnati da una piccola scorta, per ciò che ritenevano un incontro che avrebbe dovuto sancire una pace definitiva e duratura. Il colloquio fu invece aspro e si scambiarono reciproche accuse e la trattativa fallì. Mentre il delfino si ritirava, alcuni uomini della sua scorta si avventarono contro Giovanni e lo trafissero più volte con la spada, uccidendolo. Questo omicidio, probabilmente non premeditato, vendicava l'assassinio del duca d'Orleans, Luigi di Valois, di dodici anni prima, ma riapriva una stagione di odio per la Francia.

### Prime fasi del potere ed alleanza con l'Inghilterra
A seguito dell'omicidio di suo padre, Filippo III a ventitré anni divenne duca di Borgogna, conte delle Fiandre, Artois e Franca Contea (Franche Comté). Trovatosi così alla guida del partito dei borgognoni, accusò suo cognato, il Delfino Carlo, di aver progettato l'omicidio del padre, e un sentimento di vendetta si propagò nella popolazione di Parigi, arrivando alla conclusione che per i borgognoni era preferibile l'alleanza con gli inglesi a quella con gli armagnacchi.

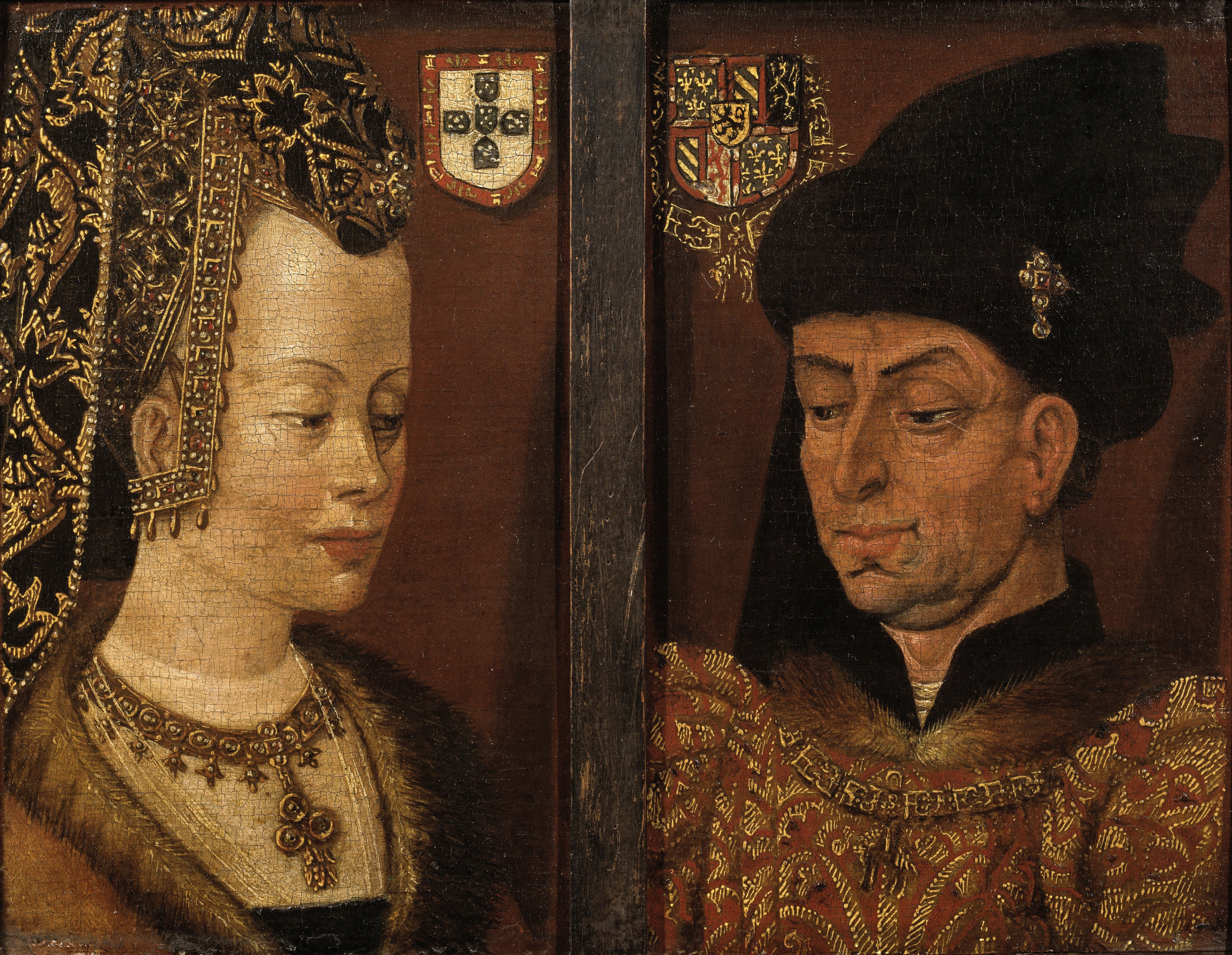
Filippo il buono e la moglie Isabella del Portogallo ritratti negli anni '60 del quattrocento

Nel 1420 Filippo si alleò con Enrico V di Inghilterra e con il Trattato di Troyes, del 21 maggio, fu stabilito il matrimonio tra Enrico V d'Inghilterra e Caterina, la figlia del re di Francia Carlo VI e Isabella di Baviera, che adottarono Enrico V e ripudiarono il loro figlio, il «cosiddetto delfino» Carlo. Filippo affiancò nel governo del regno di Francia il nuovo erede al trono Enrico. La Francia si trovò così spaccata in due, quella controllata dai borgognoni e dagli inglesi e quella sotto il controllo del delfino e gli armagnacchi. Nel 1422 morirono sia Enrico V che Carlo VI, per cui il nuovo re di Francia, oltre che d'Inghilterra, fu un bambino di un anno, Enrico, affidato alla tutela di Giovanni Plantageneto, I duca di Bedford, fratello di Enrico V. Nel 1423 l'alleanza fu rafforzata con il matrimonio della sorella di Filippo, Anna col reggente di Enrico VI d'Inghilterra, Giovanni, Duca di Bedford, con il quale mantenne rapporti di cordiale collaborazione.
Filippo, a Moulins-Engilbert, il 30 novembre 1424, sposò in seconde nozze Bona d'Artois, vedova di suo zio, Filippo, Conte di Nevers, (1393–1425), figlia di Filippo d'Artois, Conte di Eu.

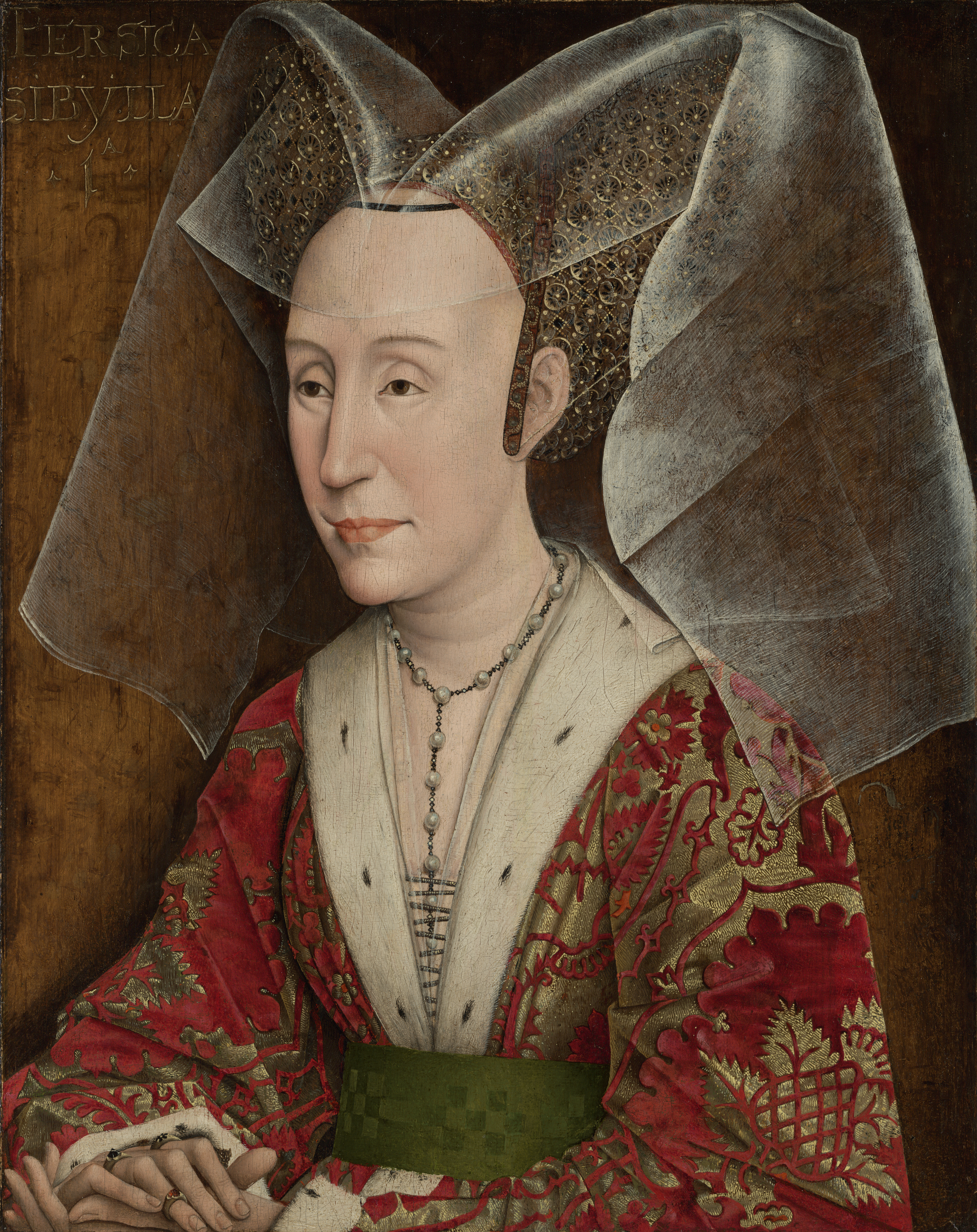
Rogier van der Weyden
Isabella del Portogallo (1450 ca)

Dopo essere rimasto vedovo per la seconda volta, Filippo, nel 1426, accolse alla sua corte nel ducato di Borgogna, Pietro del Portogallo (duca di Coimbra) che per due anni rimase presso di lui; Pietro raccomandò a Filippo la sorella Isabella, come moglie e nel 1428, Filippo inviò una delegazione in Portogallo, che includeva il pittore Jan van Eyck, che fece due ritratti alla principessa Isabella, e rientrò in Borgogna, nel 1429. Le nozze con Isabella (1397 - 17 dicembre 1471), figlia di Giovanni I di Portogallo e Filippa di Lancaster, furono celebrate a Bruges il 7 gennaio 1430.
Sempre nel 1430 il mattino del 23 maggio, a Compiègne, le truppe del duca Filippo catturarono Giovanna d'Arco, che aveva tentato una sortita, ed in seguito Giovanni di Lussemburgo la consegnò, per 10.000 lire tornesi al vescovo di Beauvais, Pierre Cauchon, emissario della regina madre Isabella di Baviera e di Bedford. Gli inglesi le orchestrarono contro un processo per eresia e Giovanna fu messa al rogo il 30 maggio 1431.
Dopo questo tragico avvenimento, Filippo iniziò delle trattative per riavvicinarsi a Carlo VII, che, nel frattempo era stato incoronato re di Francia a Reims. Il percorso fu lungo, ma, il 21 settembre 1435, si arrivò al trattato di Arras, dove Filippo riconobbe Carlo VII come re di Francia, in cambio dell'umiliazione di Carlo per l'omicidio del padre di Filippo, Giovanni Senza Paura, e della piena sovranità sui suoi territori, con la prospettiva per la sua dinastia di poter ricevere il titolo reale.

### Cambio di alleanza e ultimi anni di governo

Stemmi di Filippo il Buono (dopo il 1430)

L'alleanza con l'Inghilterra si ruppe nel 1435, quando Filippo III attaccò Calais, in accordo con i termini del Trattato di Arras. La reazione inglese fu immediata creandogli una serie di conflitti nei Paesi Bassi, che, dopo che nel 1432 erano entrati a far parte dei possedimenti di Filippo, avevano migliorato le loro attività commerciali, entrando in competizione con le città dell'Hansa; gli inglesi inoltre in accordo con l'Hansa cercarono di penalizzare i commerci nelle Fiandre e nei Paesi Bassi. Nel 1437, infine Filippo, dovette respingere un attacco dell'imperatore Sigismondo, alleato degli inglesi, che rivendicava il ducato del Brabante. Comunque, nel 1439, i rapporti con gli inglesi si normalizzarono, firmando un trattato commerciale che fu poi rinnovato.
L'alleanza con la Francia fu leale e Filippo fu di aiuto a Carlo VII, nella riconquista contro gli inglesi. Solo, nel 1439 e nel 1440, Filippo appoggiò una rivolta dei nobili francesi e poi, nel 1456, quando il Delfino di Francia, Luigi, in urto col padre, dovette fuggire da Lione sotto l'attacco del re, Filippo gli diede ospitalità e protezione, ospitandolo nel Brabante e concedendogli una pensione di 36.000 lire.
Negli ultimi anni di regno, il re di Francia, Carlo VII, ormai sicuro della vittoria sugli inglesi, iniziò una politica di ostilità nei confronti del duca di Borgogna, Filippo; nelle controversie coi feudi confinanti, Carlo VII appoggiava sempre i contestatori di Filippo, inoltre Carlo rilevò, dalla duchessa di Sassonia, le rivendicazioni sul ducato di Lussemburgo, che era posseduto da Filippo, infine, dopo che nel 1454, Filippo si era proposto di guidare una crociata contro i Turchi per riprendere Costantinopoli, Carlo, tre anni dopo, ricevendo un'ambasceria ungherese, strinse un patto per una futura crociata contro i Turchi che riconosceva Carlo VII come capo supremo della crociata. Infine, con la successione di Luigi XI a Carlo VII, nel 1461, inizialmente i rapporti furono ottimi, in quanto Luigi, memore dell'aiuto ricevuto, volle Filippo con sé al momento dell'incoronazione, ma poi gli interessi del regno di Francia prevalsero e il rapporto divenne conflittuale.
Filippo riuscì a mantenere intatto il suo dominio, nonostante le rivendicazioni dell'imperatore, Sigismondo, che non gli volle riconoscere i titoli dei vari feudi che deteneva. Con i successivi imperatori del Sacro Romano Impero succeduti a Sigismondo, ebbe un rapporto meno conflittuale, ma non riuscì a farsi riconoscere il titolo di re.

### Espansione geografica
Il Duca di Borgogna preferì espandere i suoi territori piuttosto che essere coinvolto nella Guerra dei cent'anni. Filippo incorporò nei possedimenti borgognoni il marchesato di Namur nel 1429 (1º marzo, acquistata dal marchese Giovanni III di Namur), nel 1421.
Per quel che riguarda le Contee di Hainaut, d'Olanda, di Frisia e di Zelanda, Filippo dovette intervenire dal 1424 a fianco di suo cugino, Giovanni IV di Brabante, nella guerra contro la moglie, Giacomina di Wittelsbach o di Baviera, per il governo delle contee; sconfitta Giacomina, alla morte del cugino Giovanni, senza eredi, nel 1428, con il trattato di Delft riconsegnò le contee a Giacomina, che lo riconobbe governatore ed erede. E, nel 1432, con l'abdicazione di Giacomina, Filippo ereditò le contee.
Nel 1430, alla morte del Duca di Brabante, suo cugino Filippo di Saint-Pol (il fratello di Giovanni IV), ereditò i Ducati di Brabante e Limburgo e il marchesato di Anversa. Nel 1441 acquistò il ducato del Lussemburgo da Elisabetta di Görlitz (1390 † 1451) duchessa di Lussemburgo, la vedova di suo zio Antonio, duca di Brabante e di Limburgo. Filippo III inoltre manovrò per assicurare al figlio illegittimo, Davide, già vescovo di Thérouanne, l'elezione a vescovo di Utrecht, nel 1456. Non desta meraviglia pertanto che nel 1435, Filippo cominciasse ad autodefinirsi il "Grande Duca dell'Ovest".

### Il mecenate

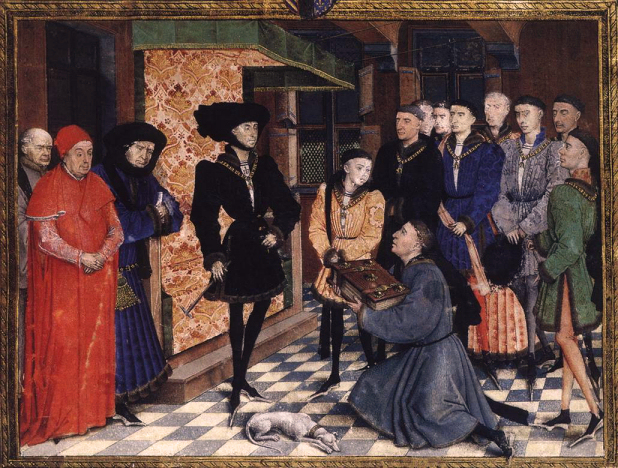
Miniatura di Rogier van der Weyden del 1447-8. Filippo e la sua corte.

Filippo fu anche un mecenate, commissionando arazzi ed altre opere d'arte. Durante il suo regno la cappella borgognona divenne il centro musicale d'Europa, con l'attività della scuola borgognona di compositori e cantori. Gilles Binchois, Robert Morton, e più tardi Guillaume Dufay, i più famosi compositori del XV secolo, fecero tutti parte della cappella di corte del Duca.
Rogier van der Weyden dipinse il ritratto in cui egli indossa il collare dell'Ordine del Toson d'oro.
Nel 1428, mandò in Portogallo Jan van Eyck, per ritrarre la figlia di Giovanni I di Portogallo, Isabella, prima che Filippo la sposasse. Con l'aiuto dei più esperti costruttori navali portoghesi, Filippo III costituì un arsenale a Bruges.

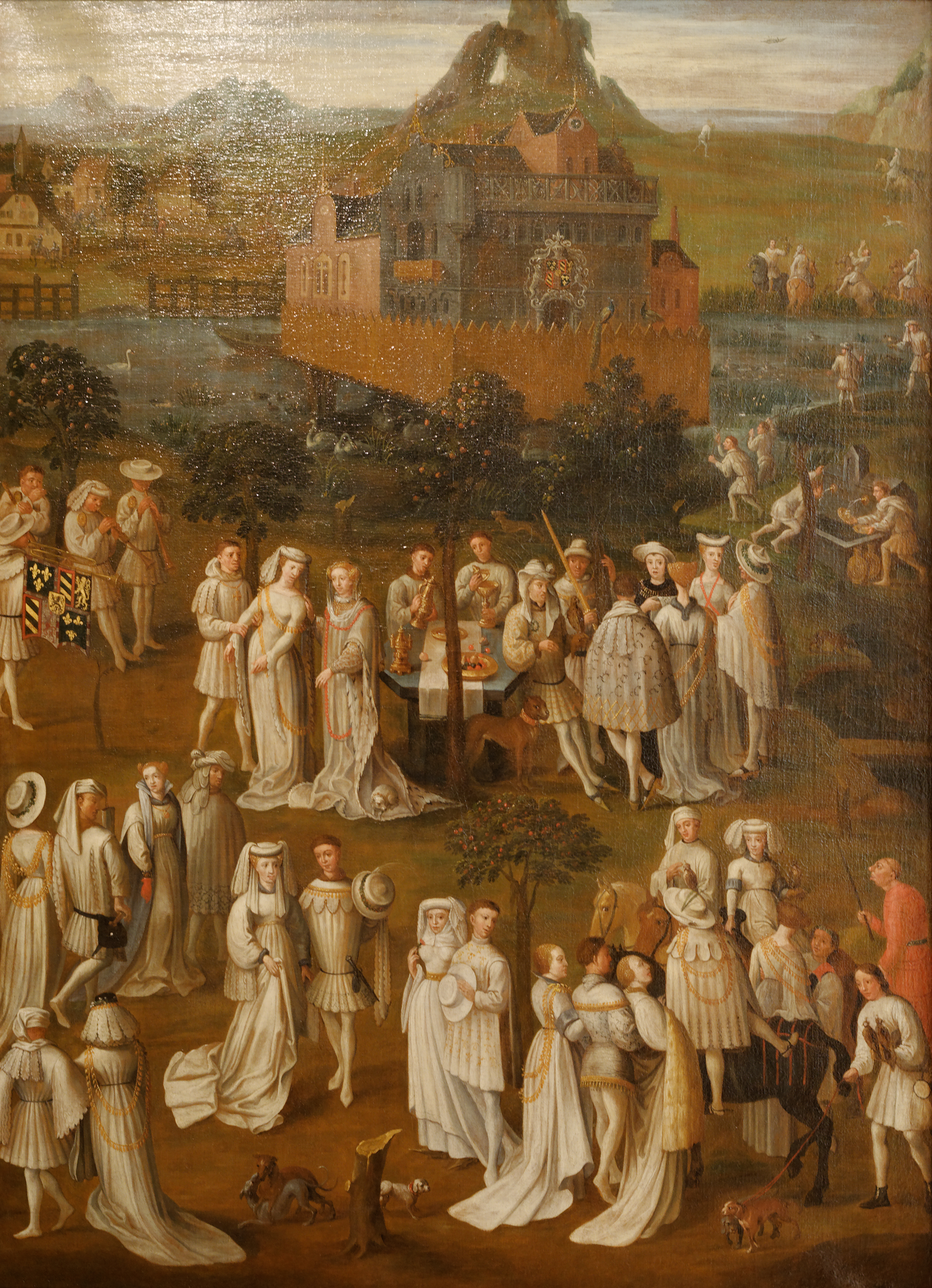
Dipinto che mosta una festa campestre alla corte di Borgogna, verso il 1420, il dipinto fu eseguito da Jan van Eyck, le collane maschili sono ancora variegate, poiché non era stata ancora resa obbligatoria la collana dell'Ordine del Toson d'Oro

La corte di Filippo era splendida e attraeva artisti e scrittori in gran numero. La letteratura borgognona e l'arte fiammingo-borgognona avevano raggiunto un notevole prestigio esercitando una egemonia sull'arte francese e soffocando sul nascere l'arte francese locale.

### Considerazioni e ultimi anni di vita
Il Duca Filippo fu considerato un governante eccentrico, che incarnò le virtù della cavalleria. Rifiutò di entrare nell'Ordine della Giarrettiera nel 1422, ma ne creò uno proprio nel 1430, l'Ordine del Toson d'oro, presumibilmente basato sui Cavalieri della Tavola Rotonda. Non ebbe una capitale fissa, ma stanziò la sua corte in diversi posti, generalmente Bruxelles, Bruges o Lilla. Tenne delle grandi feste per sottolineare il suo potere ai sudditi ed i cavalieri dell'Ordine viaggiarono spesso attraverso i suoi territori per partecipare ai tornei.
Nel 1457, Filippo riuscì a normalizzare i rapporti con la Lega anseatica, con un grande beneficio per Gand e soprattutto per Bruges.
Nel 1463, Luigi XI, dopo la richiesta dei territori previsto dal trattato di Arras, gli attizzò dei disordini nella zona di Liegi ed infine avanzò pretese su Toul, Verdun e Metz; e Filippo restituì i territori (le città sulla Somme) a Luigi XI. In quell'anno Filippo creò inoltre gli Stati Generali dei Paesi Bassi, basati sul modello francese. Il primo incontro con i medesimi avvenne onde ottenere un prestito per una guerra contro la Francia e per assicurarsi la successione al trono del figlio, Carlo I, Duca di Borgogna.
Il Duca Filippo ormai vecchio e stanco, nel 1465, si ritirò, lasciando le redini del governo al figlio, Carlo il Temerario, che il 15 giugno 1465, a Montléry, si scontrò con l'esercito del re di Francia; lo scontro si chiuse senza vincitori né vinti, ma il re dovette rientrare a Parigi, per l'arrivo degli alleati del conte di Charolais, Carlo. Con la successiva pace di Saint-Maur-des-Fossés (1465) le città sulla Somme tornarono alla Borgogna, Liegi fu pacificata e molte contee furono concesse a Carlo.
Filippo III morì a Bruges nel 1467, e il figlio Carlo che già governava gli successe in tutti i suoi titoli.

## Discendenza
Dal primo matrimonio con Michela, Filippo ebbe una figlia:
- Agnese di Borgogna

Dal secondo matrimonio, con Bona, non ebbe figli.
Dal matrimonio con Isabella vennero alla luce tre figli:
- Antonio (30 settembre 1430, Bruxelles – 5 febbraio 1432, Bruxelles), conte di Charolais;
- Giuseppe (24 aprile 1432 – 6 maggio 1432), conte di Charolais;
- Carlo (1433–1477), conte di Charolais e successore di Filippo III come duca di Borgogna.

Inoltre Filippo ebbe un notevole numero di figli illegittimi, da donne diverse:
- Cornelio (v. 1420 - 1452), il Gran Bastardo di Borgogna, signore d'Elverdinge, di Vlamertinge, di Neuve-Église et de Pierrefort, capitano e governatore generale di Lussemburgo, nato da Catherine Schaers;
- Antonio (v. 1421 - 1504), Gran Bastardo di Borgogna dopo la morte di Cornelio, signore di Tournehem e conte di Beveren, nato da Jeanne de Presles;
- Maria di Valengin (1426-15 agosto 1475) sposò Pierre de Bauffremont conte de Charny, ciambellano di Filippo il Buono;
- Margherita, morta verso il 1455;
- Davide (1427-1496), vescovo di Thérouanne (dopo il 1451), poi di Utrecht (dopo il 1456);
- Anna (ca. 1435 - † 1508), governante di Maria di Borgogna;
- Raffaele di Mercatel (ca.1437 - † 1508), abate di San Bavone di Gand et de Saint-Pierre d'Oudenburg;
- Baldovino (ca.1446 - † 1508), signore di Fallais, Peer, Baudour, Sainte-Anne, Lovendegem, Zomergem et Fromont;
- Filippo (1454-1524), vescovo di Utrecht (dopo il 1517).

## Ascendenza
|                              |                    |                            | Genitori                         |  |  | Nonni |  |  | Bisnonni               |  |  | Trisnonni             |  |
|                              |                    |                            |                                  |  |  |       |  |  | Giovanni II di Francia |  |  | Filippo VI di Francia |  |
|                              |                    |                            |                                  |  |  |       |  |  | Giovanni II di Francia |  |  | Filippo VI di Francia |  |
|                              |                    | Giovanna di Borgogna       |                                  |  |  |       |  |  | Giovanni II di Francia |  |  |                       |  |
| Filippo II di Borgogna       |                    |                            |                                  |  |  |       |  |  | Giovanni II di Francia |  |  |                       |  |
|                              |                    | Bona di Lussemburgo        | Giovanni I di Lussemburgo        |  |  |       |  |  |                        |  |  |                       |  |
|                              |                    | Bona di Lussemburgo        | Giovanni I di Lussemburgo        |  |  |       |  |  |                        |  |  |                       |  |
|                              |                    | Bona di Lussemburgo        | Elisabetta di Boemia             |  |  |       |  |  |                        |  |  |                       |  |
| Giovanni di Borgogna         |                    | Bona di Lussemburgo        |                                  |  |  |       |  |  |                        |  |  |                       |  |
|                              |                    | Luigi II di Fiandra        | Luigi I di Fiandra               |  |  |       |  |  |                        |  |  |                       |  |
|                              |                    | Luigi II di Fiandra        | Luigi I di Fiandra               |  |  |       |  |  |                        |  |  |                       |  |
|                              |                    | Luigi II di Fiandra        | Margherita I di Borgogna         |  |  |       |  |  |                        |  |  |                       |  |
| Margherita III delle Fiandre |                    | Luigi II di Fiandra        |                                  |  |  |       |  |  |                        |  |  |                       |  |
|                              |                    | Margherita di Brabante     | Giovanni III di Brabante         |  |  |       |  |  |                        |  |  |                       |  |
|                              |                    | Margherita di Brabante     | Giovanni III di Brabante         |  |  |       |  |  |                        |  |  |                       |  |
|                              |                    | Margherita di Brabante     | Maria d'Évreux                   |  |  |       |  |  |                        |  |  |                       |  |
| Filippo III di Borgogna      |                    | Margherita di Brabante     |                                  |  |  |       |  |  |                        |  |  |                       |  |
|                              | Ludovico il Bavaro | Ludovico II del Palatinato |                                  |  |  |       |  |  |                        |  |  |                       |  |
|                              | Ludovico il Bavaro | Ludovico II del Palatinato |                                  |  |  |       |  |  |                        |  |  |                       |  |
|                              | Ludovico il Bavaro | Matilde d'Asburgo          |                                  |  |  |       |  |  |                        |  |  |                       |  |
| Alberto I di Baviera         | Ludovico il Bavaro |                            |                                  |  |  |       |  |  |                        |  |  |                       |  |
|                              |                    | Margherita II di Hainaut   | Guglielmo I di Hainaut           |  |  |       |  |  |                        |  |  |                       |  |
|                              |                    | Margherita II di Hainaut   | Guglielmo I di Hainaut           |  |  |       |  |  |                        |  |  |                       |  |
|                              |                    | Margherita II di Hainaut   | Giovanna di Valois               |  |  |       |  |  |                        |  |  |                       |  |
| Margherita di Baviera        |                    | Margherita II di Hainaut   |                                  |  |  |       |  |  |                        |  |  |                       |  |
|                              |                    | Ludovico I il Giusto       | Boleslao III il Prodigo          |  |  |       |  |  |                        |  |  |                       |  |
|                              |                    | Ludovico I il Giusto       | Boleslao III il Prodigo          |  |  |       |  |  |                        |  |  |                       |  |
|                              |                    | Ludovico I il Giusto       | Margherita di Boemia             |  |  |       |  |  |                        |  |  |                       |  |
| Margherita di Brieg          |                    | Ludovico I il Giusto       |                                  |  |  |       |  |  |                        |  |  |                       |  |
|                              |                    | Agnese di Sagan            | Enrico IV il Fedele              |  |  |       |  |  |                        |  |  |                       |  |
|                              |                    | Agnese di Sagan            | Enrico IV il Fedele              |  |  |       |  |  |                        |  |  |                       |  |
|                              |                    | Agnese di Sagan            | Matilde di Brandeburgo-Salzwedel |  |  |       |  |  |                        |  |  |                       |  |
|                              |                    | Agnese di Sagan            |                                  |  |  |       |  |  |                        |  |  |                       |  |